# Carl-August-Allee 8/10

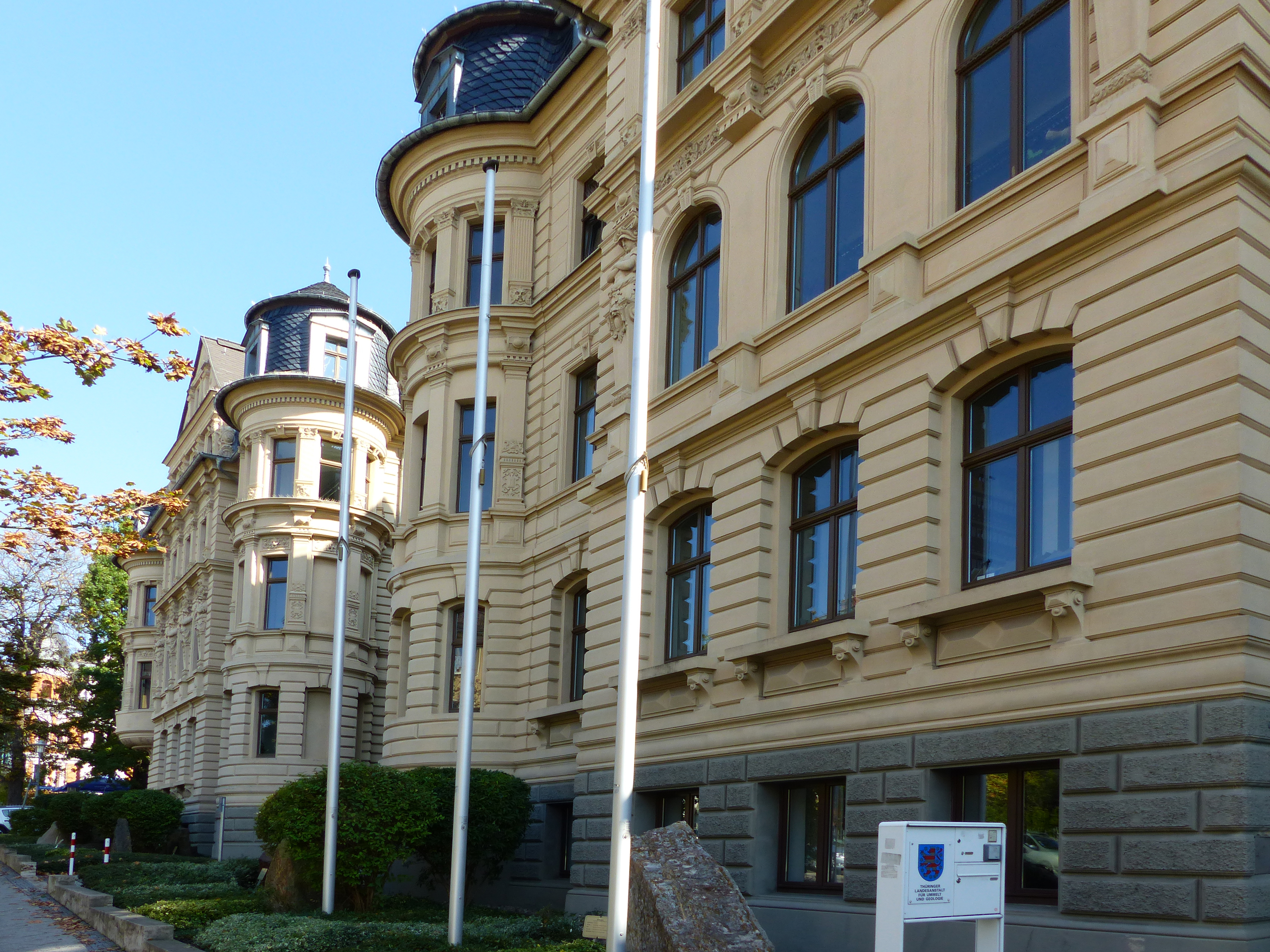
Carl-August-Allee 8–10

Die Carl-August-Allee 8/10 in Weimar ist eine Zweigstelle des Thüringer Landesamtes für Umwelt, Bergbau und Naturschutz. Die beiden Gebäude liegen nahe des Buchenwaldplatzes. Es betrifft die Gemarkung Weimar / Flur 25 / Flurstück(e) 167.

## Beschreibung
Die Gestaltung der mehrgeschossigen, reich verzierten Gebäude erinnert an Bauten der italienischen Renaissance. Beide Gebäude sind spiegelsymmetrisch angeordnet und durch einen Mitteltrakt miteinander verbunden. Sie sind mit Risaliten versehen und besitzen zudem jeweils einen Erker, der über dem Dachgeschoss als turmartiger, mit einer schiefergedeckten Haube abgeschlossener Aufsatz erscheint. Auch die Ecktürmchen und der turmartige Vorsprung des Mitteltrakts sind mit ebensolchen turmartigen Aufsätzen versehen. Der Mitteltrakt hat die Hausnummer Meyerstraße 37a.

## Geschichte
Die repräsentative gründerzeitliche Anlage entstand in den 1880er Jahren im Bahnhofsviertel Weimars. Als Bauherrin wird Jenny von Gustedt genannt, für die sie 1884 errichtet worden sein soll. Doch in den Weimarer Adressbüchern erscheint der Name nie. Im Weimarer Adressbuch von 1884 gibt es diese Gebäude noch nicht. Im Weimarer Adressbuch von 1885 wird sie als Neubau bezeichnet. Also ist als Baujahr 1884/85 anzunehmen. Als Eigentümer ist ein Herr Gutmann zumindest für Haus Nr. 8 angegeben und für Hausnummer 10 wieder Herr Gutmann, der als Ingenieur hier als einziger Bewohner aufgeführt wird. Georg Gutmann, der auch Eisenbahnunternehmer, Bauunternehmer und Ingenieur war, hatte diese vermietet, denn ab 1887 erscheinen außer ihm weitere Namen im Weimarer Adressbuch, die den angegebenen Berufen zufolge dem Bürgertum zuzurechnen sind. Der Entwurf kam von dem Architekten K. Weise. Zur Zeit seiner Erbauung hieß die Carl-August-Allee Sophienstraße. Zumindest 1931 war diese Adresse Sitz des Thüringer Wirtschaftsministeriums. An dieser Stelle  befand  sich im Nationalsozialismus das Polizeipräsidium, und seit dem 1. Januar 1934 das erste „Thüringer Geheime Staatspolizeiamt“. Dieses hatte eine weitere Dienststelle in der Marstallstraße 2. Zu DDR-Zeiten war hier der VEB Forstprojektierung Betriebsteil Weimar bzw. die Kombinatsleitung des VEB Spezialbaukombinat Wasserbau Weimar ansässig. In der Carl-August-Allee 8/10 befindet sich heute eine Außenstelle des Thüringer Landesamtes für Umwelt, Bergbau und Naturschutz.
Die Gebäude stehen auf der Liste der Kulturdenkmale in Weimar (Einzeldenkmale).